# Sled Storm
Sled Storm è un videogioco del 1999 sviluppato e pubblicato da Electronic Arts per PlayStation. Nel 2002 è stata pubblicata una riedizione del gioco per PlayStation 2 come parte della serie EA Sports BIG.

## Modalità di gioco
La versione per PlayStation di Sled Storm è considerato un Road Rash con le motoslitte. Il gameplay dell'edizione per PlayStation 2 è stato invece paragonato a SSX Tricky.